# 酆侯
酆侯（ほうこう）は、酆の君主。周の文王の十七男。

## 歴史書の記述
『姓纂』によると酆氏の姓の由来は文王の十七男の酆侯が国名を姓にしたこととある。
『通志』「氏族略・以国為氏」によると、文王の十七男が酆に受封されて、酆侯を名乗り、国名を氏としたとある。
『辞海』の注釈によると、酆侯の地は鄠であり、長安の西南の澇水の東岸に位置する。夏代にが扈国が存在し、秦代に鄠邑、漢代に鄠県が置かれた。現在の陝西省西安市鄠邑区とある。
『春秋大事表』巻五では、酆は殷の崇侯虎の地であり、文王が崇を滅ぼすと酆邑を作り、武王の弟の酆侯を封じられたとある。